# ماكس شتيرن
ماكس شتيرن (بالفرنسية: Max Stern)‏ (و. 1904 – 1987 م) هو مؤرخ الفن، وتاجر أعمال فنية، وجامع تحف، وفاعل خير من كندا، وألمانيا، ولد في مونشنغلادباخ، توفي في باريس، عن عمر يناهز 83 عاماً.